# Бегемот (порог)
Бе́гемот — речной порог на горной реке Чуя в Республике Алтай вблизи устья реки Айгулак. Порог относится к пятой—шестой категории сложности по российской классификации. Длина порога составляет около 400 метров.

## Физико-географические характеристики порога
Порог Бегемот расположен в 500 метрах ниже по течению от устья реки Айгулак на реке Чуя у отметки «414 км» федеральной трассы Р256 (Чуйский тракт) в республике Алтай (Онгудайский район). Порог Бегемот расположен примерно в 100 километрах к юго-востоку от административного центра района села Онгудай.
Порог Бегемот расположен на плавном S-образном изгибе реки Чуя, в котором происходит её одновременное сужение. Из-за сужения увеличивается скорость потока, что является, наряду с несколькими участками естественных водосбросов и особенностями строения речного дна, причиной возникновения порога.

## Технические характеристики порога

### Подход к порогу и разведка
Порог Бегемот имеет пятую категорию сложности (во время «высокой» воды сложность порога может достигать шестой категории сложности) и, наряду с порогами Турбинный (5 к. с.) и Горизонт (5 к. с.), является одним из трёх сложнейших порогов нижней Чуи. Порог берёт начало между опорами деревянного автомобильного моста, перекинутого через Чую в 500 метрах ниже по течению от устья реки Айгулак. Порогу Бегемот предшествует порог Буревестник (3 к. с.), а следом за Бегемотом, примерно через 2 километра, начинается порог Классический (3 к. с.). К порогу можно попасть непосредственно с Чуйского тракта (к порогу от реки ведёт грунтовая дорога), который в этом месте идёт вдоль Чуи, а также сплавляясь по реке выше по течению.
При прохождении порога не рекомендуется идти в него без предварительной разведки. Необходимость разведки обусловлена не только сложностью порога, но и тем, что из-за изгиба реки осмотр порога вдоль всей его протяжённости с воды невозможен. Причаливание («чалка») осуществляется до моста. Осмотр порога возможен с обоих берегов реки, вдоль которых расположены большие скалы. Также возможна организация страховки с левого берега. В случае принятия решения о не прохождении, порог обносится по правому берегу по дороге, либо осуществляется проводка плавательных средств по воде вдоль левого берега.

### Ступени порога
Общая длина порога составляет примерно 400 метров. Всего у порога выделяют семь ступеней. Наибольшую сложность и опасность представляют первая, третья и четвёртая ступени.

Порогу предшествует небольшая шивера, которая заканчивается перед мостом, между опорами которого начинается первая ступень. Она представляет собой слив высотой 1,5 метра с прямым стоячим валом сразу после слива. Большой уровень водосброса, а также стоячий вал, делают эту ступень одной из самых сложных в пороге. Дополнительная опасность ступени заключается в том, что в случае переворота («киля») остаётся мало времени для того, чтобы вернуть плавательное средство в исходное положение, что создаёт сложности при прохождении третьей и четвёртой ступеней.

Вторая ступень проще первой. Основное препятствие во второй ступени — большой вал, расположенный сразу за сливом. После второй ступени можно увидеть каменные «зубья», которые при низком уровне воды похожи на морды бегемотов.

После них начинается третья ступень, основным препятствием в которой является слив с большим камнем в центре, называемым из-за характерной формы «клыком» («зубом», или «плавником»). «Клык» разбивает основной поток на две части. При прохождении этой ступени предпочтительно идти по левую сторону от «клыка», так как после слива в правой части поток перпендикулярно ударяется о большую скалу, что создаёт прижим. Сразу за сливом идёт череда препятствий из валов и бочек размером до 1,5 метров, которые образуются подводными плитами.

Четвёртая ступень — это большой (до 2,5 метров) слив с бочкой. Высота вала после бочки может достигать 2,5 метров, глубина ямы — до 2 метров.

Пятая ступень — это прямой слив, шестая ступень состоит из пульсирующих валов на выходе из ступени. Седьмая ступень считается самой простой и представляет собой шиверу длиной около 50 метров.

### Прохождение порога при разном уровне воды
При прохождении порога с первой по четвёртую ступени в любую воду рекомендуется уходить в левую струю. Большой вал и прижим в четвёртой ступени при прохождении справа от «клыка» создают сложность при прохождении этим маршрутом. В общем случае, возможность прохождения, траектория движения и место организации страховки определяются при каждом прохождении порога индивидуально. Несмотря на то, что при «низкой» воде порог становится проще для прохождения, тщательная разведка и страховка обязательны всегда.
При «высоком» уровне воды порог становится особенно сложным. Входная шивера практически отсутствует, но первая ступень представляет бо́льшую опасность, чем обычно. В «высокую» воду «клык» бывает скрыт, но при этом вероятность столкновения с ним остаётся. При «высокой» воде поток ощутимее уходит вправо. Прохождение порога не всегда возможно и целесообразно.
В «среднюю» воду порог является классическим порогом пятой категории сложности. Первая ступень становится проще, но по прежнему представляет опасность. «Клык» хорошо просматривается.
При «низкой» воде для подготовленных групп прохождение порога становится проще, но дополнительную сложность начинают представлять подводные камни и мели, которые при более высоком уровне воды не являются препятствиями.

## Туризм
Порог Бегемот является одним из основных препятствий при сплавах по Нижней Чуе. Порог является проходимым для плотов (рафтов), катамаранов, каяков. Также возможно прохождение порога в рамках «коммерческих сплавов».
Одним из этапов международного соревнования по водному туризму «Чуя-Ралли» является слалом в пороге Бегемот. Традиционно соревнования «Чуя-Ралли» проводятся в начале мая. Первые соревнования в международном формате прошли в 1989 году.
В пороге, в силу его сложности и опасности, произошло несколько происшествий, которые закончились смертельными исходами. В частности, летом 2006 года в пороге погиб гражданин Австрии. Его тело было обнаружено только в апреле следующего года. На камнях вокруг порога расположено несколько мемориальных табличек в память о погибших.